# Futuro alternativo
Na ficção científica, futuro alternativo ou futuro alternante é um conceito relativo às realidades alternativas, onde a partir de uma viagem no tempo ou de um simples evento divergente em determinado ponto no tempo, numa dessas realidades, surge uma linha temporal diferente da cronologia padrão representada na obra.
A ideia de futuro alternativo tem relação com a da História futura, História alternativa e Ucronia. Na verdade, esses subgêneros literários lidam com futuros alternativos, mas o conceito de futuro alternativo é mais amplo, uma vez que pode estar ligado ao futuro alternativo de uma obra fictícia em específico, enquanto a história alternativa e a ucronia versam sobre a História enquanto ciência, utilizando eventos que ocorreram no mundo real como argumento.
Os futuros alternativos são baseados na Interpretação de muitos mundos, teoria científica sobre universos paralelos, e com a ideia de Multiverso. São utilizados pelos roteiristas de muitas histórias em quadrinhos, sobretudo da Marvel Comics e da DC Comics, para criar outras histórias com seus personagens, sem mexer na cronologia padrão da série de histórias. No Cinema, pode-se citar Back to the Future II, Universo Espelho de Star Trek, X-Men: Apocalipse e Avengers: Endgame.